# Associazione Calcio Crevalcore
L'Associazione Calcio Crevalcore A.S.D., meglio nota come Crevalcore, è una società calcistica italiana con sede nella città di Crevalcore, nella Città metropolitana di Bologna.
Fondato nel 1952 ha ottenuto l'accesso al professionismo vincendo il proprio girone di Serie D nel 1992-1993 e ha successivamente disputato la Serie C1 in virtù della vittoria del campionato di Serie C2 1993-1994. A livello nazionale ha vinto uno Scudetto Dilettanti.
I colori sociali sono il bianco e l'azzurro. Disputa le partite di casa allo stadio Cesare Biavati.
Milita nel girone F della Prima Categoria Emilia-Romagna.

## Storia
Fondato nel 1952, il sodalizio militò per molti anni nei campionati regionali emiliano-romagnoli. Nel 1988-89 disputò il Campionato Interregionale, odierna Serie D. Fu vincendo il campionato 1992-93 che la squadra, allora denominata (per esigenze di sponsor) Eurobuilding Crevalcore, si garantì l'accesso tra i professionisti. In seguito, superando in finale Voghera e Battipagliese, vinse anche la poule scudetto per l'assegnazione dello scudetto Dilettanti.
Nel 1993-94 il Crevalcore vinse il campionato di Serie C2, ottenendo la seconda promozione consecutiva. Nel 1994-95 partecipò alla Serie C1, ottenendo la salvezza. Il sodalizio bolognese però annunciò in estate l'intenzione di non iscriversi alla Serie C1 e scendere di categoria spontaneamente. Sfortunatamente proprio in quel periodo la Lega Professionisti Serie C inaspriva il proprio modus operandi nei confronti delle formazioni che rinunciavano volutamente all'iscrizione. Nel 1995-96 sparì dunque dal calcio professionistico, iscrivendosi con un nuovo sodalizio al campionato d'Eccellenza. Da allora militò in varie categorie dilettantistiche, dalla Promozione alla Serie D. Nella stagione 2004-05 fu retrocesso in Eccellenza, a causa della sconfitta nei play-out contro il Bergamo Fiorente, ma venne ripescato. Nel 2005-06, però, fu retrocesso nuovamente in Eccellenza. Nella stagione 2007-2008, il Crevalcore è andato incontro all'ennesima retrocessione, finendo in Promozione, riuscendo tuttavia a classificarsi secondo dietro la sorpresa Polinago, ad accedere agli spareggi e ad essere di nuovo promossa in Eccellenza.
Nella stagione 2009-2010 arriva al dodicesimo posto in Eccellenza. Il nuovo allenatore è Paolo Galassini, ex Nonantola.

## Stadio
Il Crevalcore gioca le sue partite casalinghe allo stadio "Cesare Biavati". Questo è stato sempre utilizzato dalla società tranne nel periodo in cui questa militava in Serie C1, periodo in cui le partite casalinghe venivano disputate allo Stadio Renato Dall'Ara, a Bologna.
Lo stadio è composto da un'unica tribuna laterale coperta, che ha unite insieme gradinate e posti a sedere ed ha una capacità di 1.600 persone.

## Il derby bolognese
Il Crevalcore è la quinta squadra bolognese, dopo Virtus Bologna, Sempre Avanti! Bologna, Gruppo Sportivo Bolognese e Nazionale Emilia, ad avere affrontato in campionati ufficiali il Bologna F.C. 1909.
Infatti il Bologna, retrocesso in Serie C1, l'anno precedente non riuscì a salire di categoria e così nel 1994-95 arrivò l'occasione del quinto derby bolognese della storia.
Giocando il Crevalcore le partite casalinghe allo Stadio Renato Dall'Ara di Bologna, fu anche l'unica stagione in cui, ogni domenica, si giocò allo Stadio Dall'Ara.
La partita di andata valevole per l'ottava giornata di campionato si svolse il 16 ottobre 1994 con squadra di casa il Crevalcore e finì 3-0 per il Bologna, doppietta di Luca Cecconi e goal di Dario Morello.
La partita di ritorno valevole per la venticinquesima giornata di campionato si svolse il 19 marzo 1995 con squadra di casa il Bologna e finì 3-2 per il Bologna, con reti di Dario Morello, Davide Olivares, Carlo Nervo per il Bologna e Michele Pietranera e Paolo Monelli su rigore per il Crevalcore.

## Allenatori e presidenti
- 1952-1960 Delio Mattioli
- 1960-1968 Walter Garuti
- 1968-1971 Tommaso Marvasi
- 1971-1980 Giuseppe Bratti
- 1980-1992 Enzo Paltrinieri
- 1992-1995 Romano Cantelli
- 1995-1996 Valter Zucchini poi in marzo Umberto Bellei
- 1996-2000 Enzo Paltrinieri
- 2000-2006 Roberto Bovolenta
- 2006- Stefano Mengoli

## Palmarès

### Competizioni nazionali
- Serie C2: 1

1993-1994 (girone A)
- Campionato Nazionale Dilettanti: 1

1992-1993 (girone D)
- Scudetto Dilettanti: 1

1992-1993

### Competizioni regionali
- Prima Divisione: 1

1945-1946(girone F)
- Promozione: 2

1985-1986 (girone B), 1987-1988 (girone B)

### Altri piazzamenti
- Campionato Interregionale:

Vittoria girone, senza promozione: 1991-1992 (girone C)